# Scholarpedia
Scholarpedia é uma enciclopédia on line wiki em inglês, na qual os artigos são escritos por especialistas convidados e são sujeitos a Revisão por pares. Os artigos estão disponíveis online livremente para utilização não comercial, mas não podem ser copiados em bloco. Ao contrário da Wikipédia, os artigos são assinados pelos autores.[carece de fontes?]